# غراسي بيرس
غراسي بيرس (بالإنجليزية: Gracie Pierce)‏ هو لاعب كرة قاعدة أمريكي، ولد في 1865، وتوفي في 28 أغسطس 1894.

## وصلات خارجية
- غراسي بيرس على موقعبيزبول رفرنس.كوم (الدوري الرئيسي) (الإنجليزية)
- غراسي بيرس على موقعبيزبول رفرنس.كوم (الدوري الثانوي) (الإنجليزية)